# محمود مرعی (بازیکن فوتبال)
محمود مرعی (عربی: محمود مرعي عبد الفضيل شرف الدين؛ زادهٔ ۲۴ آوریل ۱۹۹۸) بازیکن فوتبال اهل مصر است که در حال حاضر برای فیوچر بازی می‌کند. 
وی همچنین در تیم‌های ملی فوتبال زیر ۲۰ سال مصر و مصر بازی کرده است.